# عقرة

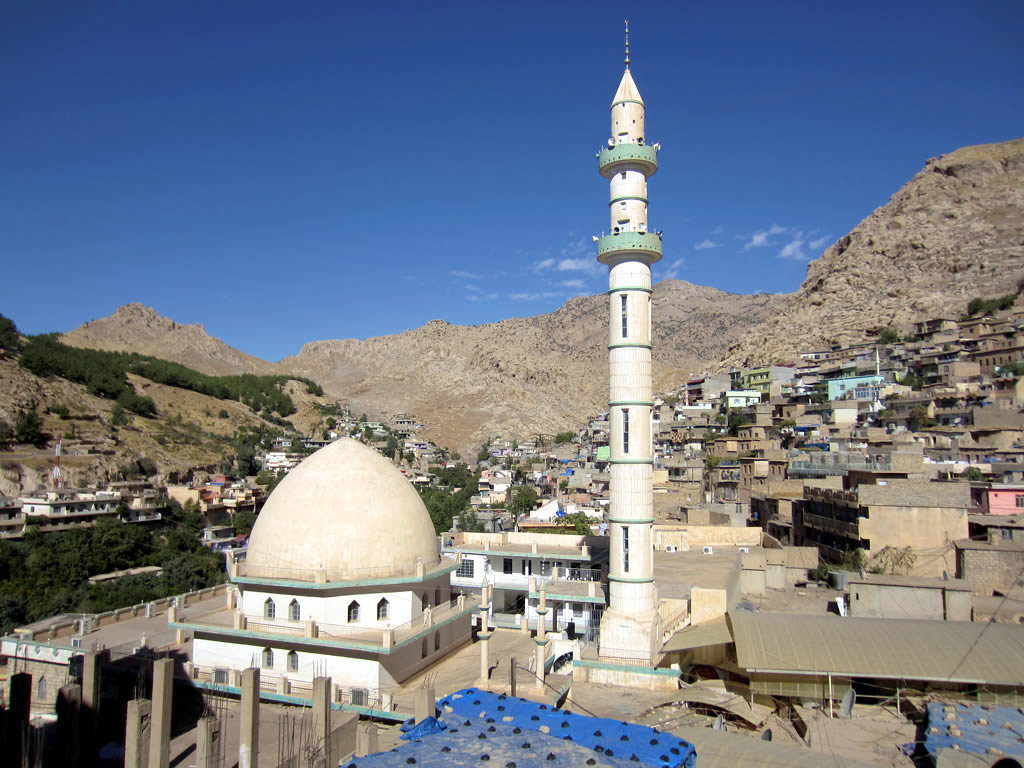
الجامع الكبير في عقرة

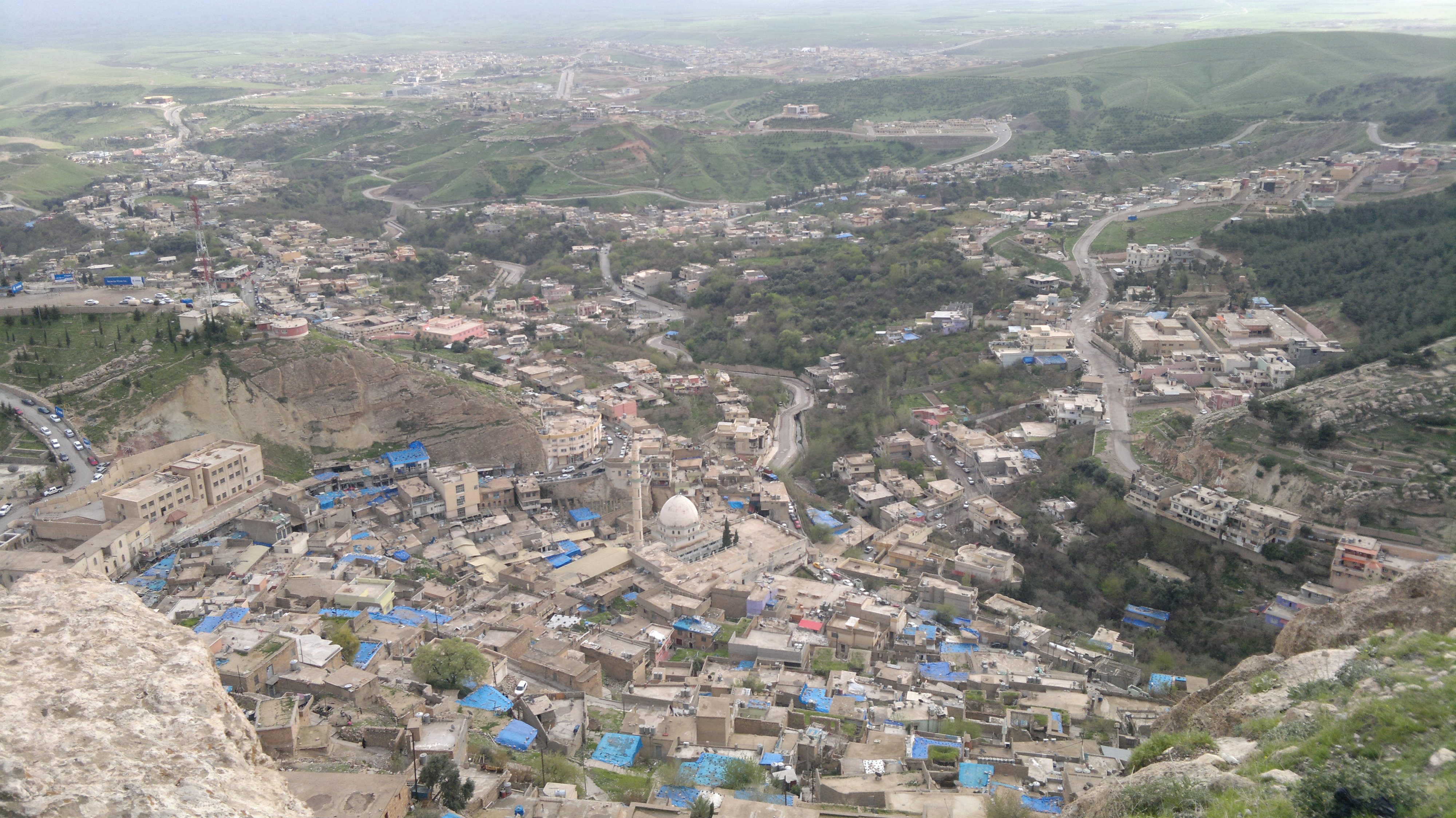
عقرة

عقرة (بالكردية ئاكرێ، Akrê) أحد المدن العراقية التابعة لمحافظة نينوى رسمياً ولكن لمحافظة دهوك شمال العراق بحكم الواقع. وكانت عقرة قبل سنة 1991 تابعة إدارياً لمحافظة نينوى ولكن بعد انتفاضة عام 1991 أصبحت عقرة ضمن المناطق التابعة لإقليم كردستان وهي إحدى أقدم الأقضية في العراق.
ومن معالمها الجامع الكبير في عقرة ويعتبر من المساجد القديمة التاريخية التي بنيت بعد فتح العراق وانتشار الإسلام وبني في عهد الخليفة عمر بن الخطاب، سنة 21 هجرية تقريبا.

## الموقع الجغرافي
يحد المدينة من الشمال نهر الزاب، وقضاء العمادية وقضاء شقلاوة شرقاً وقضاء الحمدانية ومدينة الموصل جنوباً ونهر الخازر وقضاء الشيخان غرباً، ومساحتها الكلية (6418) كم2 أي (1.047.622) دونم، وهو قضاء قديم حيث تأسس في عهد الدولة العثمانية عام 1877م، ومركزها قصبة عقرة وتعتبر من الاقضية الكبيرة في المحافظة.
تم ألحاق مدينة عقرة ضمن مدن محافظة دهوك في 15 تموز 1992. وعينت حكومة الإقليم قائم مقاماً للقضاء باشر في 14 شباط 1993، والمدينة مبنية على امتداد سفح الجبل وتتدرج المساكن والدور فيها إلى قرب القمة بشكل آخاذ ويشكل منظراً فريداً ورائعاً تميزها عن غيرها من المدن، وتطل على واديين فسيحين فيهما بساتين الفاكهة وفي داخل الوادي الشرقي شلال (السيبه) الذي يؤمه الزوار والمصطافون للتمتع بمنظره الخلاب والجو البارد صيفاً بالإضافة إلى ضريح سيدي مجذوب. وفي الوادي الشمالي الغربي من القصبة مقام الشيخ عبد العزيز الكيلاني حيث المياه الغزيرة والشجر الكثيف وسمى المقام باسمه ويقصده الآلاف من الدراويش والصوفية للزيارة. وفوق المقام مسجد ترتفع عليه قبة بيضاء، واتسعت المباني فيها حاليا.
إن عقرة من المدن العريقة في القدم ويعود تاريخها إلى العصر الطباشيري وهو عصر بدايات ظهور القرى والمدن. ويعتقد بان عقرة برزت حوالي سنة (700) قبل الميلاد كمركز استيطاني ويقال بان من أنشأها كان يسمى (الأمير زيد) وسماها (ئاكرێ) لانهم كانوا انذاك من الزرادشتيين ويقال ان اسمها مشتق من الكلمة الكردية (ئاگر) وتعني النار.
وفي عقرة مواقع تؤكد بان هذه المدينة مهمة قبل الميلاد وبعدها، وقد عدها بعض المؤرخين من بلاد (المرج) وبالقرب منها آثار قديمة تدل على تاريخ حافل مثل (شوش، شرمن، كندك). وجاء ذكرها في كتب البلدانيين فذكرها الحموي في معجم البلدان (والعقر قلعة حصينة في جبال الموصل، اهلها كرد وهي شرقي الموصل تعرف (بعقر الحميدية). وذكرها ابن الاثير في مواضع كثيرة ووصفها بكثرة المياه ووفرة الخيرات، وللمدينة تاريخ حافل في عهد اميرها الكردي (عيسى الحميدي). وفي سنة (528هـ) تملكها عماد الدين زنكي واقر عليها الأمير (عيسى الحميدي)، وعندما تأسست امارة بادينان كانت عقرة خاضعة لها وذات موقع استراتيجي بالنسبة لها وكان عليها أحد المقربين إلى الباشا أو أحد افراد اسرته. وكان من حكم عليها من اسرة ميرسيفدينا (إسماعيل باشا الثاني) آخر حكام بادينان. وأول من حصنها كان (السلطان حسين وه لي) في عام (956هـ).
يعتمد السكان على الزراعة الموسمية بالإضافة إلى بساتين الفاكهة والزيتون والرمان والتين والآجاص مستفيدين من مياه العيون المنتشرة في وديانها. ويزرع الرز فيها بكثرة وهو من أجود أنواع الرز علاوة على التجارة حيث تعتبر المدينة السوق التجاري الرئيسي للمنطقة.